# 丰台镇 (泾川县)
丰台镇，是中华人民共和国甘肃省平凉市泾川县下辖的一个乡镇级行政单位。
2015年，甘肃省民政厅批复同意撤销丰台乡，设立丰台镇。

## 行政区划
丰台镇下辖以下地区：
丰台村、丰台墩村、杨涝池村、通尔沟村、焦家村、西头王村、伍仲村、湫池村、张观察村、盖郭村、巨家村、湫池沟村和南堡子村。